# Dicranomyia (Caenolimonia) paprzyckii
Dicranomyia (Caenolimonia) paprzyckii is een tweevleugelige uit de familie steltmuggen (Limoniidae). De soort komt voor in het Neotropisch gebied.